# Das Feuerwerk
Das Feuerwerk ist eine musikalische Komödie in drei Akten von Paul Burkhard. Sie ist die hochdeutsche Variante des mundartsprachlichen Werks Der schwarze Hecht, das 1939 im Schauspielhaus Zürich uraufgeführt wurde. Das Libretto schrieben Erik Charell, Jürg Amstein und Robert Gilbert. Als Vorlage dazu diente das Lustspiel De sächzigscht Giburtstag von Emil Sautter. Uraufführung war am 16. Mai 1950 im Staatstheater am Gärtnerplatz in München. Das Werk ist für singende Schauspieler gedacht.

## Orchester
Eine Flöte, eine Oboe, zwei Klarinetten, ein Fagott, zwei Hörner, zwei Trompeten, eine Posaune, eine Harfe, ein Klavier, Streicher. Um das Werk auch in kleineren Theatern aufführen zu können, gibt es vom Komponisten auch eine stark reduzierte Fassung für zwei Klaviere und Schlagzeug, wobei letzteres auch wegfallen kann.

## Handlung
Die musikalische Komödie spielt in der Villa und im Garten des Fabrikanten Albert Oberholzer zu Beginn des 20. Jahrhunderts. Fabrikant Oberholzer will im Kreis der Familie seinen 60. Geburtstag (in einigen Fassungen ist es auch der 50.) feiern. Die Vorbereitungen dazu sind in vollem Gange. Anna, die Tochter des Familienoberhaupts, probt mit Köchin Kati ein eigens zu diesem Anlass verfasstes Chanson. Tante Berta und ihr Ehemann Fritz treffen als erste ein. Kaum haben Anna und Kati ihre Probe wieder aufgenommen, werden sie durch die Ankunft von Tante Paula mit Onkel Gustav und Tante Lisa mit Onkel Heinrich unterbrochen.
Nach der Begrüßung wollen Anna und Kati ihr Geburtstagslied vortragen; aber es kommt noch ein Besuch: Oberholzers Bruder Alexander, das schwarze Schaf der Familie, mit seiner Frau Iduna. Alexander ist Direktor eines Wanderzirkus geworden und nennt sich Obolski. Er hat viel zu erzählen. Seine Frau Iduna schildert die Vorzüge ihres Vaters, der „eine wunderbare Clown“ gewesen sein soll.
In einer Traumszene erscheinen Annas Tanten als Raubkatzen in einer Zirkusarena. Die Onkels bringen als Clowns das Publikum zum Lachen. Iduna reitet auf einem Pferd und Anna schaukelt am Trapez. Anna beschließt, auch zum Zirkus zu gehen. Robert, der Gärtner der Oberholzers, kann den Plan seiner Angebeteten nicht fassen, aber diese lässt sich nicht umstimmen. Die Herren der Festgesellschaft tänzeln um Iduna herum und überschütten sie mit Komplimenten.
Iduna vertraut Anna an, dass hinter dem Glanz des Zirkusmilieus auch viele Schatten lauern, sie sehne sich deshalb auch nach einer festen Bleibe. Anna erkennt, dass sie doch nicht für die fahrende Zunft geschaffen ist. Ihr Vater ist darüber so glücklich, dass er ihr jetzt seinen Segen für die Verlobung mit Robert erteilt.

## Musik
Das „Feuerwerk“ war Paul Burkhards erfolgreichstes Stück. Besonders bekannt wurde das Chanson „O mein Papa“. Mit der englischsprachigen Version „Oh! My Pa-Pa“ gelang Eddie Fisher ein Nummer-eins-Hit in den USA 1954.
Weitere Lieder waren
- Ich hab‘ ein kleines süßes Pony
- Ich sag‘ es gern durch die Blume
- Ein Leben lang verliebt
- Die Welt ist groß und weit

Das Werk, das unter der Gattungsbezeichnung „Musikalische Komödie“ veröffentlicht wurde, erinnert sowohl vom Sujet als auch von der Musik her an amerikanische Musicals und markiert somit eine Abkehr von der traditionellen Operette im deutschsprachigen Unterhaltungstheater der 1950er Jahre.

## Verfilmung
Erfolgsregisseur Kurt Hoffmann verfilmte die Musikalische Komödie 1954 mit Lilli Palmer, Romy Schneider, Karl Schönböck und Claus Biederstaedt in den Hauptrollen. Siehe dazu Feuerwerk (Film).

## Weblink
- Das Feuerwerk  www.felix-bloch-erben.de (Verlag für Bühne, Film und Funk)